# 鹿児島日産自動車
鹿児島日産自動車株式会社（かごしまにっさんじどうしゃ）とは、鹿児島県鹿児島市に本社を置く鹿児島県唯一の、日産自動車の販売会社である。九州日産自動車（管理会社）グループの1社である。

## 概要
鹿児島県唯一の日産自動車のディーラーであり、旧・鹿児島日産モーターの店舗および旧・鹿児島日産自動車の店舗がブルーステージとして、旧・日産サティオ鹿児島（旧・日産サニー鹿児島販売、旧日産プリンス鹿児島、旧・日産チェリー鹿児島販売）の店舗がレッドステージ、旧・鹿児島日産自動車及び旧・日産サティオ鹿児島の法人営業部の拠点及び中古車拠点2店舗がレッド&ブルーステージとして経営されている。
鹿児島日産では、独自に企画したクルー後継のタクシー仕様車として、ティーダラティオ タクシー仕様を2009年9月1日に発表、発売した。ただし使用燃料はレギュラーガソリンである。
平成23年12月末（今年度末完了予定）をめどに、ブルーステージ・レッドステージの垣根値を無くし、店舗をすべて、レットアンドブルーステージの店舗へ変更・切替を始めた。看板・スタッフの制服等を新しいCIに平成23年11月初めより随時変更中である。

## 沿革
- 1946年10月1日 - 鹿児島日産自動車販売株式会社設立（本社は鹿児島市甲突町）。
- 1947年12月27日 - 鹿児島自動車工業を買収し、新たに、鹿児島日産自動車株式会社へ社名名称変更。
- 1951年4月1日 - 奄美大島に大島営業所を開店（当時同島はアメリカ政府統治下であったため左ハンドルの車両を販売）。
- 1953年5月8日 - 鹿児島市西千石町へ新たに本社・サービス工場を新築し、移転し営業開始。
- 1953年12月23日 - 鹿児島プリンス自動車販売(株)設立（後の日産プリンス鹿児島販売(株)。本社は鹿児島市高麗町。後に新栄町に移転、本社営業所・新栄店となる）。
- 1960年2月3日 - 鹿児島日産モーター株式会社を設立、分社化する（本社は鹿児島市草牟田町。後に閉鎖）。販売車種はブルーバード。
- 1962年8月31日 - 日産自動車・東洋ゴム工業の要請により、鹿児島トーヨーを設立。タイヤ販売権を引き継ぐ。
- 1966年5月15日 - 日産サニー鹿児島販売設立（旧・日産コニー鹿児島販売より名称変更。本社は鹿児島市上荒田町）。
- 1966年9月1日 - 日産自動車とプリンス自動車工業の合併により鹿児島プリンス自動車販売(株)の名称を日産プリンス鹿児島販売(株)へ名称変更する。
- 1969年3月1日 - UD部門（大型トラック）を新会社・日産ディーゼル南九州を設立し、引き継ぐ。
- 1970年9月9日 - 日産チェリー鹿児島販売設立（本社は鹿児島市新栄町。後に閉鎖）。
- 1970年10月1日 - セドリックの取り扱いを鹿児島日産モーターへ移行し、代わりにブルーバードの販売を再開する。
- 1975年4月頃 - 日産サニー鹿児島販売の本社を鹿児島市上荒田町より鹿児島市宇宿町へ新築移転する。
- 1990年10月1日 - 日産チェリー鹿児島販売を日産プリンス鹿児島販売に統合し合併（本社を新栄店に集約。チェリ－店の土地店舗は川内店(日産プリンス鹿児島上川内店に社名変更)以外は全て売却。
- 1991年4月1日 - 本社・西千石店を新築し、日産ディーラー西日本初の複合拠点・日産アプリーテ鹿児島を設置し、鹿児島日産モーター・日産プリンス鹿児島・日産サニー鹿児島の拠点が同時入居することになり、営業開始に至る。後に地方拠点に、複合拠点・日産総合プラザを設置した。
- 1991年4月頃 - 日産サニー鹿児島販売の本社（現在の宇宿店）新築新装オープン。同時に日産総合プラザ鹿児島を同時オープンした（鹿児島日産自動車・鹿児島日産モーターと同居の形にて営業開始）。
- 1992年7月1日 - 鹿児島日産モーター(株)を鹿児島日産自動車に統合し合併（本社機能を西千石店に集約）。
- 1993年8月6日 - 鹿児島大水害（8・6水害）にて本社・西千石店並びに旧草牟田店（旧鹿児島日産モーター本社。後に閉鎖）が水没し、工場等が一時稼動不能に陥る。
- 2000年1月1日 - 日産サニー鹿児島販売から日産サティオ鹿児島に名称を変更する。
- 2001年10月1日 - 日産プリンス鹿児島販売を日産サティオ鹿児島に統合し合併（本社機能を宇宿店に集約）。
- 2005年10月1日 - 日産サティオ鹿児島を鹿児島日産自動車に経営統合し合併（本社機能を西千石店に集約)。

## 事業所

### ブルーステージ
- 西千石店 （旧：日産アプリーテ鹿児島 現：鹿児島日産自動車・本社、ハイパフォーマンスセンター認定店）

他

### レッドステージ店
- 宇宿店／（旧・日産サティオ鹿児島本社 兼 ニスモパドックイン鹿児島・日産総合プラザ鹿児島、ハイパフォーマンスセンター認定店）

他

### レッド&ブルーステージ
- 法人営業室 （宇宿店2F、ハイパフォーマンスセンター認定店）

### 日産総合プラザ〇〇
新生・鹿児島日産自動車が誕生する以前に、日産ディーラーグループ各社（鹿児島日産モーター／日産プリンス鹿児島販売／日産サニー鹿児島販売／日産チェリー鹿児島販売（以降・各社とする）の各社で販売拠点がなかった地域（地方・遠隔地）に、拠点を補充する意味で、各社の営業所に間借をする形で誕生した。ただし、似たような車種、セドリック（モーター系）とグロリア（プリンス系）の扱いを一緒に店舗で扱うことはなかった。

## 不祥事
加世田店に勤務する社員が見積書を取った女性の名義を勝手に使用し、契約書を作成して新車を販売したように見せかけた。鹿児島日産顧問弁護士から女性へ未払い代金200万円の請求があり事件が発覚した。